# Угловой дом (рассказ)
Углово́й дом — первый рассказ русского, советского детского писателя А. П. Гайдара, написанный осенью 1925 года и впервые опубликованный 7 ноября 1925 года в пермской газете «Звезда». Первое произведение, подписанное не настоящей фамилией Голиков, а псевдонимом Гайдар.

## Сюжет
Революционный отряд из шести человек (сам автор, матрос, Галька, Степан-сибиряк, Яшка и неназванный боец), разбив окно углового дома, занимает в нём оборону — необходимо продержаться три часа на перекрестке до прихода «красного» батальона со станции Морозовки. Хозяева («седоватый джентльмен» и его дочери) были заперты в чулане. Во время боя трое из отряда убиты. Дочь хозяина квартиры выбралась через окно чулана и хотела открыть входную дверь, впустив юнкеров, но матрос убивает её тремя выстрелами из маузера. Кто-то снаружи рубит топором входную дверь, автор предлагает смываться, но матрос угрожает пристрелить его за такие разговоры.
Патроны закончились, трое выживших бросают из окна мраморную статую Венеры на головы осаждающих...
По прошествии времени этот угловой дом сохранился и в нем расположился партклуб имени Клары Цеткин. Садясь, во время партсобраний, на обитый красной кожей диван, на котором умерла Галька, автор вспоминает прошедшие события и Гальку, которая «звонко, как никто, умела кричать: „Да здравствует революция!“».

## Критика
Дмитрий Быков считает рассказ написанным бездарно («мы в ужасе пониманием, что, во-первых, этот мальчик никогда не станет писателем, потому что это чудовищно бездарно»), называет его «удивительным», и отмечает, что молодой автор, участник Гражданской войны, «не наигрался в войну», реализует «майнридовские представления», поэтому и описание боя, казнь беззащитной женщины похоже на увлекательное приключение, «романтические бредни» и характеризует «полное непонимание значимости жизни и смерти» автором. Какие бы преступления не совершил автор во время Гражданской войны (Гайдара обвиняли в том, что избиения и даже расстрелы не раз осуществлялись им просто «по подозрению» в сотрудничестве с бандой И. Н. Соловьёва, на него даже было заведено дело № 274 по обвинению в злоупотреблении служебным положением), совершил он их потому, что «жил абсолютно святыми романтическими представлениями, обчитавшись классической прозы».
По мнению Быкова, в рассказе легко узнаются «и холмсовские, и какие хотите интонации, вплоть до Эдгара По».